# Cenopalpus viniferus
Cenopalpus viniferus är en spindeldjursart som beskrevs av Hatzinikolis, Papadoulis och Kapaxidi 200. Cenopalpus viniferus ingår i släktet Cenopalpus och familjen Tenuipalpidae. Inga underarter finns listade i Catalogue of Life.